# (73906) 1997 GE15
(73906) 1997 GE15 – planetoida z pasa głównego asteroid okrążająca Słońce w ciągu 3,74 lat w średniej odległości 2,41 j.a. Odkryta 3 kwietnia 1997 roku.